# أولاد العكارية (لوناسدة)
أولاد العكارية هو دُوَّار يقع بجماعة لوناسدة، إقليم قلعة السراغنة، جهة مراكش آسفي في المملكة المغربية. ينتمي الدوّار لمشيخة لوناسدة التي تضم 17 دوار. يقدر عدد سكانه بـ 1018 نسمة حسب الإحصاء الرسمي للسكان والسكنى لسنة 2004.

## روابط خارجية
- البوابة الوطنية للجماعات الترابية
- المندوبية السامية للتخطيط